# Hamuliakovo
Hamuliakovo (węg. Gútor) – wieś i gmina (obec) w zachodniej Słowacji, w kraju bratysławskim, w powiecie Senec. 